# Tempestad sobre Asia
Tempestad sobre Asia (en ruso: Потомок Чингисхана [pɐˈtomək t͡ɕɪnɡʲɪsˈxanə]; El heredero de Gengis Kan) es una película muda soviética de Vsévolod Pudovkin, basada en la novela homónima de Iván Mijáilovich Novokshónov (1896-1943). Fue rodada en 1928 y protagonizada por Valeri Inkizhínov.

## Argumento
La película transcurre en la Mongolia de 1920, durante la ocupación inglesa.
El protagonista es un cazador mongol, Bair, que sale de su aldea para vender pieles de zorro por encargo de su padre. En el mercado, el mercader que compra las pieles es un estafador que paga monedas a la gente ignorante por la valiosa peletería. Pero Bair no se deja estafar, y surge una pelea con el mercader. Perseguido por las autoridades coloniales, se ve obligado a ocultarse en las montañas de la taiga. Allí se une a los partisanos rusos y mongoles del anarquista Néstor Aleksándrovich Kalandarishvili (Каландаришвили, Нестор Александрович) para combatir el colonialismo.
Es arrestado por las autoridades británicas, quienes mandan fusilarlo. Pero una vez que es fusilado, el gobernador británico revisa sus pertenencias y descubre que en un amuleto que colgaba de su cuello hay escondido un pergamino que revela que Bair es descendiente directo de Gengis Kan. Van a buscarlo y lo descubren todavía vivo, así que deciden utilizarlo para legitimar un gobierno títere. Pero Bair se rebela contra sus "protectores" y lidera una lucha patriótica.

## Rodaje
La mayor parte de la película se rodó en Buriatia, y algunas tomas se hicieron en Verjneúdinsk, Selenguinsk y Tarbagatae.
En el rodaje participaron algunos partisanos verdaderos.
El padre del protagonista en la ficción era el verdadero padre del actor.

## Reparto
Valeri Inkizhínov - Bair
Aleksandr Chistyakov - Comandante del destacamento partisano
A. Dedíntsev - Gobernador británico
F. Ivanov - Lama
Víctor Tsoppi - Comerciante de pieles
B. Pro - Misionero británico, intérprete
Borís Bárnet (Boris Barnet) - Soldado
Iván Inkizhínov - Padre de Bair
Anel Sudakévich - Hija del Gobernador británico
Leonid Obolensky - Edecán del comandante

## Proyección
El estreno de la película en la Unión Soviética se celebró el 10 de noviembre de 1928. En diciembre de 1928 se estrenó en Berlín. En el resto de Europa, la película se estrenó bajo el nombre de "Tempestad sobre Asia", y pronto adquirió gran popularidad. En la primavera de 1935 la película ganó el Primer Festival Internacional de Cine de Moscú. En 1937, la película fue exhibida en la Exposición Universal de París.